# Bellevue GE
| GE ist das Kürzel für den Kanton Genf in der Schweiz. Es wird verwendet, um Verwechslungen mit anderen Einträgen des Namens Bellevue zu vermeiden. |

Bellevue ist eine politische Gemeinde des Kantons Genf in der Schweiz.
Zur Gemeinde am rechten Genferseeufer gehören die Weiler Vengeron, Les Tuileries, Valavran und Colovrex (1257 als Colovray erwähnt). Bellevue ist der Firmensitz des Luxusgüterkonzerns Richemont.

## Geschichte
Die Gemeinde wurde 1855 von reformierten Landbesitzern erschaffen. Vorher gehörte das Gemeindegebiet zu Collex-Bossy. In Bellevue gibt es mehrere Villenquartiere.

## Bevölkerung
| Bevölkerungsentwicklung | Bevölkerungsentwicklung | Bevölkerungsentwicklung | Bevölkerungsentwicklung | Bevölkerungsentwicklung | Bevölkerungsentwicklung | Bevölkerungsentwicklung | Bevölkerungsentwicklung | Bevölkerungsentwicklung | Bevölkerungsentwicklung | Bevölkerungsentwicklung | Bevölkerungsentwicklung |
| ----------------------- | ----------------------- | ----------------------- | ----------------------- | ----------------------- | ----------------------- | ----------------------- | ----------------------- | ----------------------- | ----------------------- | ----------------------- | ----------------------- |
| Jahr                    | 1860                    | 1900                    | 1950                    | 2000                    | 2003                    | 2010                    | 2012                    | 2014                    | 2015                    | 2016                    | 2017                    |
| Einwohner               | 324                     | 362                     | 684                     | 1801                    | 2677                    | 3165                    | 3200                    | 3236                    | 3260                    | 3348                    | 3346                    |

## Wirtschaft
In Bellevue ist der Sitz der Richemont SA, einem Schweizer Luxusgüterkonzern, und der Bank Lombard Odier & Co, einer Schweizer Bankengruppe.